# Galaktoza
Galaktoza (prema grč. γάλακτ, galakt: mlijeko) ili skraćeno Gal, monosaharidni je šećer koji je manje sladak od glukoze i fruktoze. C-4 je epimer glukoze.
U mliječnim žlijezdama iz glukoze i galaktoze nastaje disaharid laktoza kondenzacijskom reakcijom. Hidroliza laktoze u glukozu i galaktozu katalizirana je enzimom laktazom i β-galaktozidazom, a potonju proizvodi lac operon u Escherichiji coli. U prirodi metabolizam galaktoze kojim se galaktoza pretvara u glukozu vrši se preko tri glavna enzima u mehanizmu znanom kao Leloirov put: galaktokinaza (GALK), galaktoza-1-fosfat uridiltransferaza (GALT) i UDP-galaktoza-4’-epimeraza (GALE).
Polimer galaktoze koji nalazimo u hemicelulozi nazivamo galaktan. U galaktozu se pretvara procesom hidrolize. 